# گوگای
گوگای (به صربی: Gugalj) یک منطقهٔ مسکونی در صربستان است که در Požega واقع شده‌است. گوگای ۲۴۳ نفر جمعیت دارد و ۳۴۳ متر بالاتر از سطح دریا واقع شده‌است.